# Service après-vente
Pour les articles homonymes, voir SAV.
Le service après-vente (SAV) est un des services d'une entreprise, assurant la mise en marche, l'entretien et la réparation d'un bien que cette entreprise a vendu ou pas. Le SAV est souvent réduit à la notion d'intervention technique mais il inclut l'ensemble des services associés aux biens concernés, réalisés après la vente.
Ce terme est très employé dans le cadre de biens de consommation comme l'électroménager et l'automobile, où il est souvent associé à la maintenance.
Dans le domaine de l'industrie, le service après-vente accompagne la vie d'un équipement de production, assurant la prise en charge de l'installation, de la mise en route, de l'entretien préventif, des dépannages et autres réparations, de l'assistance technique et de la gestion des pièces de rechange. Ainsi, le service après-vente reste une forte valeur ajoutée que le service commercial doit bien exploiter lors des négociations commerciales. Dans les activités de service pur, on emploie généralement l'expression service client, qui est plus générale, dans la mesure où elle inclut l'ensemble de la relation client.
Le service après-vente est un domaine de l'entreprise où l'on peut avantageusement mettre en œuvre une démarche de développement durable. En effet, en développant une politique de réparabilité des produits, il est possible de lutter contre l'obsolescence programmée, dont les coûts économiques et environnementaux sont très élevés. Les projets de réparabilité permettent à l'entreprise de conserver ses clients et d'améliorer son image.
En France, selon la loi de modernisation de l'économie  pour un consommateur, l'appel vers le SAV ne peut pas être surtaxé.